# Белое (Далматовский район)
Бе́лое — деревня в Далматовском районе Курганской области. Входит в состав Кривского сельсовета.

## История
До 1917 года входила в состав Вознесенской волости Шадринского уезда Пермской губернии. По данным на 1926 год село Беловая состояло из 263 хозяйств. В административном отношении являлось центром Беловского сельсовета Ольховского района Шадринского округа Уральской области.

## Население
| 1989 | 2002 | 2010 |
| ---- | ---- | ---- |
| 78   | ↗92  | ↘67  |

По данным переписи 1926 года в селе проживало 1202 человека (468 мужчин и 734 женщины), в том числе: русские составляли 100 % населения.